# عزیز علی المصری
عزیز علی المصری (۱۸۷۹ – ۱۹۶۵) یک سیاست‌مدار، نظامی و دیپلمات عراقی-مصر اهل امپراتوری عثمانی بود. وی دبیرستان در عراق سپری کرد و سپس به دانشکده نظامی‌ای در آستانه ملحق شد و بعد از آن به دانشکده ستاد ارتش پیوست و با یک سال جهشی در ۱۹۰۴ فارغ‌التحصیل شد. به انجمن اتحاد و پیشرفت (جمعیة الاتحاد والترقی) پیوست و در کودتای نظامی این انجمن در تاریخ ۱۹۰۸ شرکت کرد، وی از این انجمن به دلیل مخالفت با اعراب جدا شد و با سلیم الجزائری انجمن قحطانیه را تأسیس کرد که هدف از آن تشکیل پادشاهی ترکی-عربی بود. وی در جنگ یمن سال ۱۹۱۰ شرکت کرد و تلاش کرد و سپس در لیبی ضد هجوم ایتالیا جنگید. سال ۱۹۱۳ دوباره به آستانه بازگشت و انجمن العهد را تأسیس کرد. او در ۹ فوریه ۱۹۱۴ بازداشت شد و محکوم به اعدام شد ولی در ۲۱ آوریل ۱۹۱۴ آزاد شد و به مصر تبعید شد. سال ۱۹۱۶ در مصر، وزارت جنگ را در دولت نخست شریف حسین به عهده گرفت ولی پس از شش ماه به دلیل اختلافاتش با نخست‌وزیر استعفا کرد و به حجاز رفت. پس از پیروزی انقلاب ۱۹۵۲ مصر و برچیدگی سلطنت وی به عنوان سفیر مصر در شوروی انتخاب شد و تا پایان عمر این منصب را به عهده گرفت.